# The Arista Years
The Arista Years ist ein Kompilationsalbum der Band Grateful Dead.

## Geschichte
In der Zeit mit dem Label Arista nahmen die Deads zwischen 1977 und 1990 acht Live- und Studioalben auf. Verschiedene Songs von diesen Alben wurde für das Kompilationsalbum The Arista Years verwendet. Dabei wurde ein Doppelalbum zusammengestellt, welches am 15. Oktober 1996 sowohl als CD als auch als Kassette auf den Markt kam.
The Arista Years ist das erste Best-of-Kompilationsalbum von Grateful Dead seit Dead Zone: The Grateful Dead CD Collection (1977–1987) von 1987. Mit dem damaligen Album konnte von Arista keine hohen Verkaufszahlen erreicht werden, so dass das Label erst einmal davon absah, ein neues Best-of-Album herauszubringen. Nachdem jedoch die Dick’s Pick-Serie erfolgreich lief und Jerry Garcia im August 1996 gestorben war, entschied sich Arista zu einem neuen Album. Obwohl The Arista Years keinen Goldstatus erreichte, verkaufte es sich gut und erreichte eine Platzierung in den Billboard Charts.
Für das Cover war erneut Rick Griffin zuständig, der zusammen mit Stanley Mouse, schon in der Vergangenheit Covers für Grateful Dead erstellte.

## Titelliste
| 1. Estimated Prophet (Barlow, Weir) – 5:37 2. Passenger (Lesh, Peter Monk) – 2:49 3. Samson and Delilah (traditionelles Lied) – 3:27 4. Terrapin Station [Medley] (Garcia, Hunter) – 16:20 - Tracks 1-4 vom Album Terrapin Station. 5. Good Lovin‘ (Arthur Resnick, Rudy Clark) – 4:48 6. Shakedown Street (Garcia, Hunter) – 4:59 7. Fire on the Mountain (Hart, Hunter) – 3:46 8. I Need a Miracle (Barlow, Weir) – 3:33 - Tracks 5-8 vom Album Shakedown Street. 9. Alabama Getaway (Garcia, Hunter) – 3:35 10. Far From Me (Mydland) – 3:39 11. Saint of Circumstance (Barlow, Weir) – 5:40 - Tracks 9-11 vom Album Go to Heaven. 12. Dire Wolf (Garcia, Hunter) – 3:21 13. Cassidy (Barlow, Weir) – 4:33 - Tracks 12-13 vom Album Reckoning. 14. Feel Like a Stranger (Barlow, Weir) – 5:47 15. Franklin's Tower (Garcia, Hunter, Kreutzmann) – 5:37 - Tracks 14-15 vom Album Dead Set. | 1. Touch of Grey (Garcia, Hunter) – 5:48 2. Hell in a Bucket (Barlow, Weir) – 5:36 3. West L.A. Fadeaway (Garcia, Hunter) – 6:37 4. Throwing Stones (Barlow, Weir) – 7:19 5. Black Muddy River (Garcia, Hunter) – 5:57 - Tracks 1-5 vom Album In the Dark. 6. Foolish Heart (Garcia, Hunter) – 5:10 7. Built to Last (Garcia, Hunter) – 5:03 8. Just a Little Light (Barlow, Mydland) – 4:41 9. Picasso Moon (Barlow, Bob Bralove, Weir) – 6:40 10. Standing on the Moon (Garcia, Hunter) – 5:20 - Tracks 6-10 vom Album Built to Last. 11. Eyes of the World (Garcia, Hunter) – 16:25 - Track 11 vom Album Without a Net. |

## Selections from the Arista Years
Neben dem Album The Arista Years wurde auch ein Album namens Selections from the Arista Years herausgegeben. Während jedoch The Arista Years nur für den Verkauf auf dem freien Markt gedacht war, war Selections from the Arista Years ein reines Promotionsalbum für die Radiostationen und dem Plattenhandel. Erst später wurde das Album für jedermann veröffentlicht. Das erste Mal wurde es am 13. Januar 1997 als einfaches Album veröffentlicht.

### Titelliste
1. Estimated Prophet (Barlow, Weir) – 5:37
2. Passenger (Lesh, Monk) – 2:49
  - Tracks 1-2 vom Album Terrapin Station.
3. Shakedown Street (Garcia, Hunter) – 4:59
4. Fire on the Mountain (Hart, Hunter) – 3:46
5. I Need a Miracle (Barlow, Weir) – 3:33
  - Tracks 3-5 vom Album Shakedown Street.
6. Alabama Getaway (Garcia, Hunter) – 3:35
  - Track 6 vom Album Go to Heaven.
7. Touch of Grey (Garcia, Hunter) – 5:48
8. Hell in a Bucket (Barlow, Weir) – 5:36
9. West L.A. Fadeaway (Garcia, Hunter) – 6:37
10. Throwing Stones (Barlow, Weir) – 7:19
11. Black Muddy River (Garcia, Hunter) – 5:57
  - Tracks 7-11 vom Album In the Dark.
12. Foolish Heart (Garcia, Hunter) – 5:10
13. Built to Last (Garcia, Hunter) – 5:03
14. Picasso Moon (Barlow, Bralove, Weir) – 6:40
15. Standing on the Moon (Garcia, Hunter) – 5:20
  - Tracks 12-15 vom Album Built to Last.

## Chartplatzierungen
| ChartsChartplatzierungen       | Höchstplatzierung | Wochen |
| ------------------------------ | ----------------- | ------ |
| Vereinigte Staaten (Billboard) | 95 (2 Wo.)        | 2      |